# Niels Busch-Jensen
Niels Christian Frederik Busch-Jensen, född 21 september 1886, död 7 februari 1987, var en dansk jurist.
Busch-Jensen avlade juris ämbetsexamen 1911, blev advokat samma år och var från 1920 sekreterare i Dansk Sagførersamfund. Han var Danmarks justitieminister maj-oktober 1945. Busch-Jensen hade inte tidigare deltagit i det politiska livet och åtnjöt stort anseende hos danska jurister.